# Brélès
Brélès település Franciaországban, Finistère megyében. Lakosainak száma 867 fő (2022. január 1.). Brélès Lanildut, Lanrivoaré, Plouarzel és Plourin községekkel határos.

## Népesség
A település népességének változása:
| Lakosok száma | 624  | 600  | 763  | 792  | 865  | 883  | 875  | 861  | 860  | 867  |
|               | 1968 | 1982 | 1990 | 2006 | 2013 | 2015 | 2017 | 2019 | 2020 | 2022 |